# Norská křížová výprava
Norská křížová výprava, vedená norským králem Sigurdem I., byla křižáckým tažením či poutí, která proběhla mezi lety 1107 až 1110 jako dozvuk první křížové výpravy. Přestože není započítávána mezi hlavní křížové výpravy, je pozoruhodná zejména tím, že je první kruciátou, které se osobně účastnil korunovaný evropský panovník. Vedla po moři ze Skandinávie až do Palestiny a měla několik zastávek. Celková povaha výpravy spíše připomínala dřívější vikinské nájezdy.

## Cesta do Jeruzaléma

### Z Norska do Anglie (1107–1108)

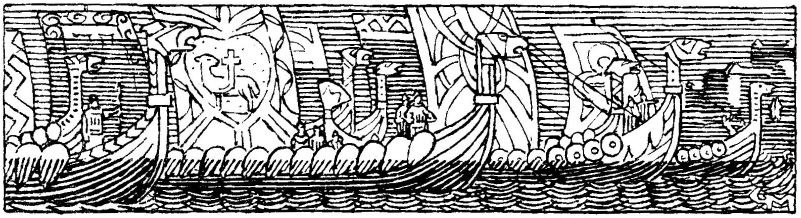
G. Munthe: Král Sigurd vyplouvá ze své země

Sigurd a jeho muži se z Norska vydali na plavbu na podzim 1107, výprava čítala šedesát lodí a asi kolem 5 000 mužů. Ještě na podzim flota přistála v Anglii, kde byl v té době králem Jindřich I. Sigurd zde se svými muži zůstal přes celou zimu až do jara 1108, kdy se výprava po moři opět vydala dále na západ.

### Na Iberském poloostrově (1108–1109)
Po někalika měsících norská flota zakotvila v Galiciji („Galizuland“) poblíž města a významného poutního místa Santiago de Compostela. V této zemi, kterou Norové označovali jako „Jakobsland“, jim bylo místním pánem dovoleno přečkat zimu. Když však zima přišla, přišel s ní i nedostatek jídla, což místního pána donutilo přerušit prodej potravin norským válečníkům. Sigurd proto shromáždil své vojsko a dobyl hrad tohoto lokálního vládce, kde získal potřebné zásoby jakož i jinou kořist. Totožnost tohoto místního galicijského pána nebo hraběte zůstala neznámá.
Na jaře výprava pokračovala po moři dál podél pobřeží Portugalska, přičemž zajala osm saracénských galér a dobyla hrad v Sintře (asi se ve skutečnosti jednalo o Colares, které je blíž moři). Poté Norové pokračovali směrem k Lisabonu, městu na pomezí křesťanského a muslimského světa, kde zvítězili v další bitvě. Na své cestě dále vyplenili město Alkasse (asi se jedná o Al Quasr) a při vstupu do Středozemního moře porazili v blízkosti gibraltarské úžiny eskadru muslimských lodí.

### Na Baleárských ostrovech (1109)

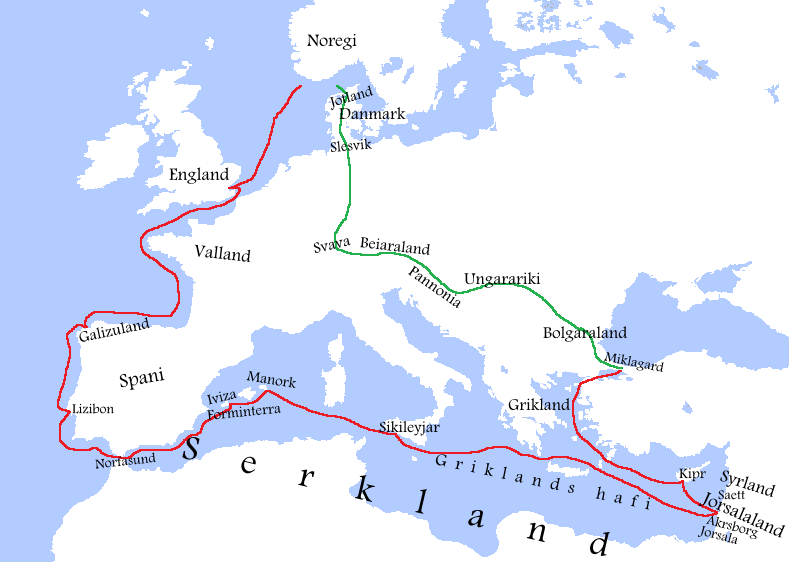
Trasa Sigurda I. podle Heimskringly, legendy ve staré norštině, vedla do Jeruzaléma a Konstantinopole (vyznačeno červeně) a na zpáteční cestě do Norska (vyznačeno zeleně).

Po vplutí do Středozemního moře se seveřané plavili podél pobřeží země Saracénů (Serkland) až k Baleárským ostrovům. Ty byly v té době křesťany vnímány jako nic víc než doupě pirátů a otrokářské středisko. Nájezdy Norů jsou také prvními zaznamenanými útoky křesťanů proti těmto muslimským ostrovům (třebaže se Baleáry staly jistě už i dříve cílem drobnějších útoků).
Norové přistáli nejprve na Formenteře, kde se střetli se značným množstvím „černých mužu“ (Blåmenn) a Saracénů (Serkir), kteří si ve zdejších jeskyních zřídili pirátskou základnu. Průběh tohoto boje je tím nejdetailněji zpracovaným na stránkách písemných pramenů k této výpravě a možná se jedná také o nejvýznamnější událost v dějinách tohoto malého ostrova. Po této bitvě se měli prý Norové zmocnit největšího pokladu, který kdy získali. Norská flota poté zaútočila úspěšně i na Ibizu a Menorku. Zdá se však, že se Norové neodvážili zaútočit na největší z Baleárských ostrovů Malorku, asi z toho důvodu, že se jednalo o v té době nejvíce prosperující a nejlépe opevněné centrum nezávislé malorské taify. Zvěsti o úspěších Norů se mohly rozkřiknout a stát se tak inspirací pro společný katalánsko-pisánský útok na Baleárské ostrovy v roce 1113–1115.

### Na Sicílii (1109–1110)
Na jaře 1109 dorazila norská výprava na Sicílii, kde byli její účastníci vřele uvítáni hrabětem Rogerem II., který měl toho času jen dvanáct nebo třináct let. Na Sicílii strávili Norové delší dobu, možná až rok.

### V Jeruzalémském království (1110)

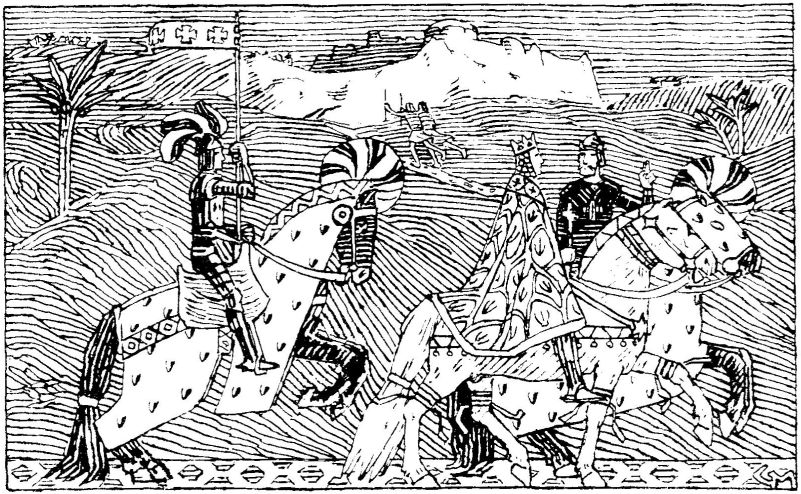
Králové Sigurd a Balduin na cestě z Jeruzaléma k řece Jordánu od Gerharda Muntheho.

V létě 1110 Norové konečně přistáli v Akkonu a vydali se do Jeruzaléma, kde byl Sigurd uvítán jeruzalémským králem Balduinem I. se všemi poctami. Po vřelém přivítání, hodném korunovaného panovníka, doprovodil Balduin Sigurda k řece Jordán a poté zpátky do Jeruzaléma.
Norové byli obdarováni mnohými cennostmi a relikviemi, a to včetně třísky ze Svatého kříže, na kterém měl být údajně ukřižován Ježíš Kristus. Tato vzácná relikvie jim byla věnována pod podmínkou, že budou i nadále podporovat a prosazovat křesťanství a že relikvii přinesou k hrobu sv. Olafa.

#### Obléhání Sidonu (1110)
Norové strávili ve Svaté zemi podzim a zimu roku 1110. Sigurd a jeho muži se na popud krále Balduina zúčastnili obléhání Sidonu, které započalo na podzim 1110. Norské lodě blokující město z moře byly téměř rozprášeny silnou fátimovskou flotou vyslanou z Tyru, zachránil je až příjezd eskadry benátských lodí vedených dóžetem Ordelafem Falierim. Sidon však nakonec, i přes odhodlání obránců a neúspěšný pokus o atentát na krále Balduina, 4. prosince 1110 padl do rukou křižáků. Vzniklo tak Sidonské panství.

## Zpáteční cesta do Norska

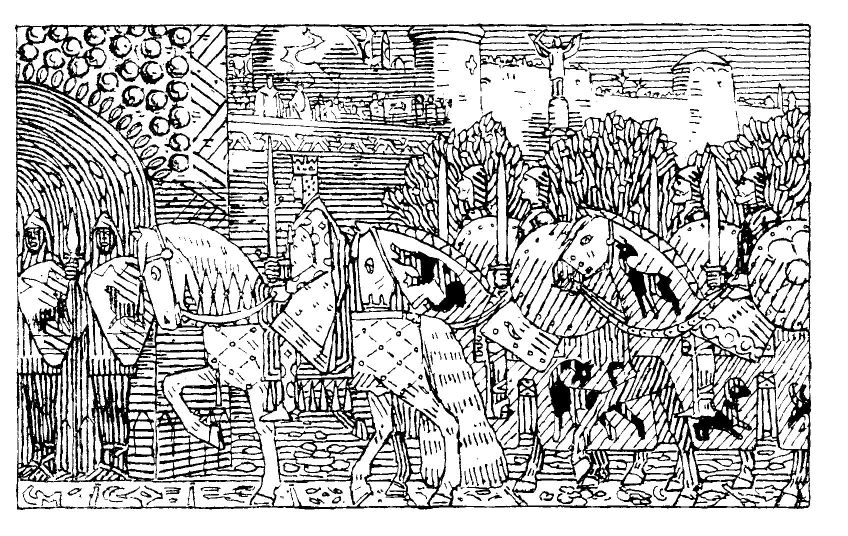
Král Sigurd a jeho muži vstupuje do Miklagardu od Gerharda Muntheho.

Po odplutí ze Svaté země navštívil Sigurd se svým vojskem Konstantinopoli, kterou Norové znali pod jménem Miklagard. Zde Sigurd zanechal všechny své lodě i s jejich vzácnými galionovými figurami a také množství svých mužů, kteří rozšířili elitní oddíly varjažské gardy byzantského císaře. Sigurd se svými zbývajícími válečníky se poté vydal na zpáteční cestu do Norska po souši, přičemž se do Norska vrátil asi roku 1111.